# Akalyptoischion anasillos
Akalyptoischion anasillos is een keversoort uit de familie Akalyptoischiidae. De wetenschappelijke naam van de soort is voor het eerst geldig gepubliceerd in 1976 door Andrews.